# Thiago Martinelli
Thiago Martinelli (Jundiaí, 14 januari 1980) is een Braziliaans voetballer.

## Carrière
Thiago Martinelli speelde tussen 2000 en 2011 voor Paulista, São Caetano, Cruzeiro, Cerezo Osaka, Vasco da Gama en Vitória. Hij tekende in 2012 bij Audax São Paulo.